# Vilatenim
Vilatenim es una entidad de población española del municipio de Figueras, perteneciente a la provincia de Gerona, en la comunidad autónoma de Cataluña.

## Historia
Hacia mediados del siglo XIX, el lugar, por entonces con ayuntamiento propio, tenía contabilizada una población de 216 habitantes. Aparece descrito en el decimosexto y último volumen del Diccionario geográfico-estadístico-histórico de España y sus posesiones de Ultramar de Pascual Madoz con las siguientes palabras:

VILATENIM: l. cab. de ayunt. que forma con Palol en la prov. y dióc. de Gerona (4 1/2 leg.), part. jud. de Figueras (1/2), aud. terr. y c. g. de Barcelona (23). sit. en una fértil llanura en la márg. izq. del r. Manol, con buena ventilacion y clima templado y sano; las enfermedades comunes son fiebres intermitentes. Tiene unas 120 casas y una igl. parr. (San Juan) servida por un cura de ingreso, de provision real y ordinaria, y un beneficiado de patronato laical. El térm. confina con Vilabertran, Palol, Alfar y Vilasacra; estos dos últimos mediante el citado r. Manol. El terreno es llano, de buena calidad; le cruzan varios caminos locales. prod.: trigo, legumbres, vino y aceite; cria ganado y caza de diferentes especies, y pesca en el r. pobl. y riqueza, unida á la de Palol, 43 vec., 216 alm. cap. prod.: 4.608,000 rs. imp.: 115,200 reales.
(Madoz, 1850, p. 87)

El municipio de Vilatenim desapareció en 1975 y el término se incorporó al de Figueras. En 2023, la entidad singular de población tenía empadronados 612 habitantes y el núcleo de población, también 612.

## Demografía
| Gráfica de evolución demográfica de Vilatenim entre 1842 y 1970 |
| |
| Población de derecho según los censos de población del INE Población de hecho según los censos de población del INEEntre el censo de 1857 y el anterior, crece el término del municipio porque incorpora a Palol Sabaldoria Entre el censo de 1981 y el anterior, este municipio desaparece porque se integra en el municipio Figueras |